# Anuropodione carolinensis
Anuropodione carolinensis är en kräftdjursart som beskrevs av Clements Robert Markham 1973. Anuropodione carolinensis ingår i släktet Anuropodione och familjen Bopyridae. Inga underarter finns listade i Catalogue of Life.